# 沙赫塔爾斯凱 (聶伯彼得羅夫斯克州)
沙赫塔尔斯凯（烏克蘭語：Шахтарське，羅馬化：Shakhtarske，發音：[ʃɐxˈtarsʲke]；2024年9月前称为佩爾紹特拉文斯克）是乌克兰第聂伯罗彼得罗夫斯克州锡内利尼科韦区佩尔绍特拉文斯克市镇的城市及行政中心，2020年7月18日前为该州的州辖市，市镇的范围与城市的范围相同。該市始建於1954年5月25日，面積3.9平方公里，海拔高度132米，2022年人口数量为27,099人。
2024年9月19日，乌克兰最高拉达将此市的名字改为“沙赫塔尔斯凯”。

## 当地名人
- 雅羅斯拉夫·拉基茨基：乌克兰足球运动员，在场上司职中后卫。

## 图集

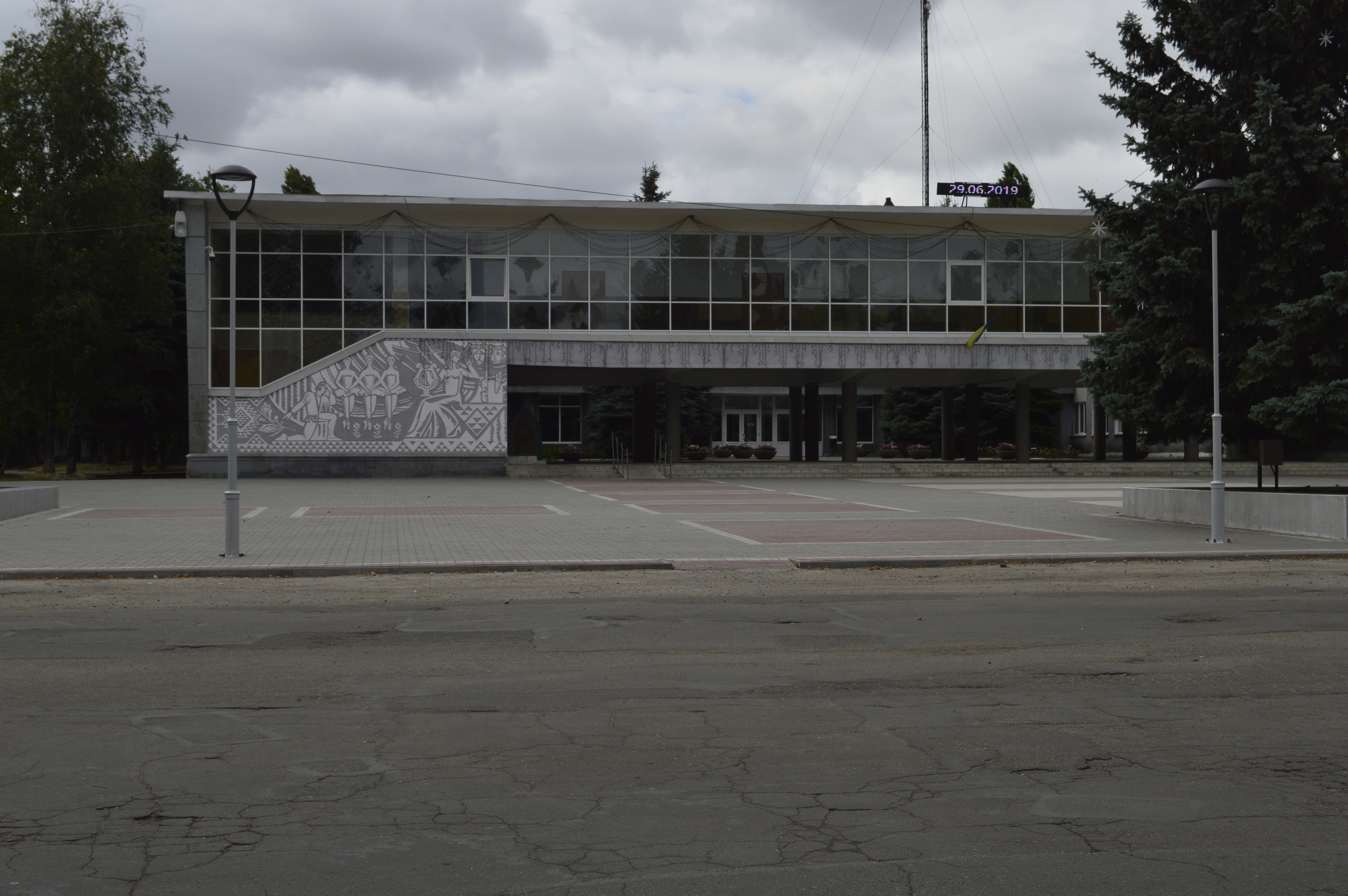

## 備註
1. ↑  烏克蘭語：，羅馬化：Pershotravensk，發音：[perʃoˈtrɑwenʲsʲk] ⓘ

## 來源
1. ↑  周定国 (编). . . 中国对外翻译出版公司. NLC 003756704.[]
2. ↑   (PDF).   [2023-02-03]. （原始内容存档 (PDF)于2022-08-10）.
3. ↑  . Офіційний вебпортал парламенту України.   [2024-09-28]. （原始内容存档于2024-09-25） （乌克兰语）.